# Nomiki
Nomiki [pronunciación en polaco: /nɔˈmiki/] es una aldea en el distrito administrativo de Gmina Sokółka, dentro del Distrito de Sokółka, Voivodato de Podlaquia, en el noreste de Polonia, cerca de la frontera con Bielorrusia. Se encuentra a unos 14 kilómetros al este de Sokółka y 49 kilómetros al noreste de la capital regional, Białystok.